# Албаре ле Контал
Албаре ле Контал (фр. Albaret-le-Comtal) насеље је и општина у јужној Француској у региону Лангдок-Русијон, у департману Лозер која припада префектури Манд.
По подацима из 2011. године у општини је живело 186 становника, а густина насељености је износила 6,29 становника/km². Општина се простире на површини од 29,56 km². Налази се на средњој надморској висини од 1 000 метара (максималној 1.161 m, а минималној 740 m).

## Демографија
| 1962. | 1968. | 1975. | 1982. | 1990. | 1999. | 2011. |
| ----- | ----- | ----- | ----- | ----- | ----- | ----- |
| 349   | 303   | 273   | 248   | 227   | 198   | 186   |

График промене броја становника у току последњих година